# Спрингфилд (Иллинойс)
Спри́нгфилд (англ. Springfield) — город на Среднем Западе США, столица штата Иллинойс, население 113,2 тыс. человек (2020).

## История
Первыми белыми на территории нынешнего Иллинойса были французские охотники и торговцы пушниной в начале XVIII века. После падения Новой Франции сюда стали проникать американские поселенцы.
В 1820 году американец Джон Келли построил первый дом на месте нынешнего Спрингфилда, там где сейчас находится перекрёсток Второй улицы и Джефферсон-стрит. Первоначально город был назван в честь одного из крупнейших политических деятелей США того времени, сенатора и вице-президента Джона Кэлхуна. Кэлхун был идеологом принципов, позднее легших в основу попытки создания южными штатами Конфедерации — превосходства белых и ограничения власти государства. Блестящий юрист, он подвёл под эти идеи солидное теоретическое обоснование. По иронии судьбы, в городе 24 года прожил Авраам Линкольн, во время гражданской войны силой подавивший попытку отделения Юга. Поскольку Иллинойс находился на севере США, Кэлхун постепенно становился там всё менее и менее популярным, и в 1832 году город был переименован в Спрингфилд, в честь другого Спрингфилда, расположенного в штате Массачусетс и бывшего в те годы символом экономического успеха. В 1839 году Спрингфилд стал столицей Иллинойса (в лоббировании решения о переносе столицы важную роль сыграл Линкольн).
К началу XX века доля чернокожих жителей в Спрингфилде была выше, чем в любом другом городе Иллинойса. Отношения между белой и чёрной общинами постепенно накалялись, и 14 августа 1908 года напряжение вылилось в столкновения на расовой почве, в ходе которых погибло пятеро белых и двое негров. Искрой, начавшей беспорядки, послужил перевод в тюрьму другого города двух негров, один из которых ранее изнасиловал белую женщину, а второй пытался изнасиловать белую девочку и зарезал её отца, помешавшего ему. Спрингфилдские беспорядки стали поводом к созданию Национальной ассоциации содействия прогрессу цветного населения.
В 1969 году город был награждён премией «All-America City Award» (с англ. — «Всеамериканский город») присуждаемой Национальной гражданской лигой, которую неофициально называют «Нобелевской премией за конструктивное гражданство» и которая выдается за активную гражданскую позицию жителей некорпоративных сообществ Соединённых Штатов в жизни местного самоуправления.

## География и климат
Спрингфилд расположен на реке Сангамон, протекающей по оставшейся после ледника равнине. В окрестностях города находится искусственное озеро Спрингфилд — крупное водохранилище, используемое для обеспечения города водой, а также как место отдыха горожан.
Спрингфилд лежит на южной окраине зоны умеренно континентального климата, с жарким, дождливым летом и холодной, умеренно снежной зимой. Весной в окрестностях города возможны торнадо, сам Спрингфилд подвергался их ударам дважды — в 1957 и 2006 годах.
| Показатель                                                | Янв. | Фев. | Март | Апр. | Май  | Июнь | Июль | Авг. | Сен. | Окт. | Нояб. | Дек. | Год  |
| --------------------------------------------------------- | ---- | ---- | ---- | ---- | ---- | ---- | ---- | ---- | ---- | ---- | ----- | ---- | ---- |
| Абсолютный максимум, °C                                   | 23,0 | 26,0 | 33,0 | 32,0 | 38,0 | 40,0 | 44,0 | 42,0 | 39,0 | 34,0 | 28,0  | 23,0 | 44,0 |
| Средний суточный максимум, °C                             | 1,6  | 4,4  | 11,2 | 18,1 | 23,8 | 28,4 | 30,1 | 29,4 | 26,1 | 19,1 | 11,3  | 3,5  | 17,2 |
| Средняя температура, °C                                   | −2,8 | −0,4 | 5,5  | 12,0 | 17,7 | 22,6 | 24,4 | 20,0 | 19,6 | 12,8 | 6,3   | −0,8 | 11,7 |
| Средний суточный минимум, °C                              | −7,2 | −5,1 | 0,3  | 5,9  | 11,7 | 16,8 | 18,7 | 17,7 | 12,8 | 6,8  | 1,3   | −5,1 | 6,2  |
| Абсолютный минимум, °C                                    | −29  | −31  | −24  | −8   | −2   | 4,0  | 9,0  | 6,0  | 0,0  | −11  | −19   | −29  | −31  |
| Норма осадков, мм                                         | 46   | 46   | 67   | 89   | 108  | 113  | 100  | 81   | 74   | 80   | 81    | 64   | 949  |
| Источник: National Oceanic and Atmospheric Administration |      |      |      |      |      |      |      |      |      |      |       |      |      |

## Население
По данным переписи, в 2010 году население Спрингфилда составляло 116 250 человек.
Расовый состав населения:
- белые — 74,7 % (в 1970 — 87,6 %)
- афроамериканцы — 18,5 %
- латиноамериканцы — 2,0 %
- азиаты — 2,2 %

Среднегодовой доход на душу населения в 2000 году равнялся 23 324 долларам США. Средний возраст горожан — 37 лет. Уровень преступности высокий, в 2,8 раза выше среднеамериканского и несколько выше среднего по штату.
| Численность населения | Численность населения | Численность населения | Численность населения | Численность населения | Численность населения | Численность населения | Численность населения | Численность населения | Численность населения |
| 1840                  | 1850                  | 1860                  | 1870                  | 1880                  | 1890                  | 1900                  | 1910                  | 1920                  | 1930                  |
| --------------------- | --------------------- | --------------------- | --------------------- | --------------------- | --------------------- | --------------------- | --------------------- | --------------------- | --------------------- |
| 2579                  | ↗4533                 | ↗9320                 | ↗17 364               | ↗19 743               | ↗24 963               | ↗34 159               | ↗51 678               | ↗59 183               | ↗71 864               |
| 1940                  | 1950                  | 1960                  | 1970                  | 1980                  | 1990                  | 2000                  | 2010                  | 2019                  |                       |
| ↗75 503               | ↗81 628               | ↗83 271               | ↗91 753               | ↗99 637               | ↗105 227              | ↗111 454              | ↗116 250              | ↘114 230              |                       |

## Экономика
Как и в большинстве столиц штатов, доминирующим в экономике Спрингфилда является государственный сектор, а крупнейшим работодателем — правительство штата Иллинойс. В целом органы власти различных уровней (федерального, штатного и муниципального) создают в городе около 30 000 рабочих мест. Важную роль играют также торговля, транспорт и сфера услуг. Имеются предприятия сельскохозяйственного машиностроения, приборостроения, пищевой промышленности.

## Транспорт

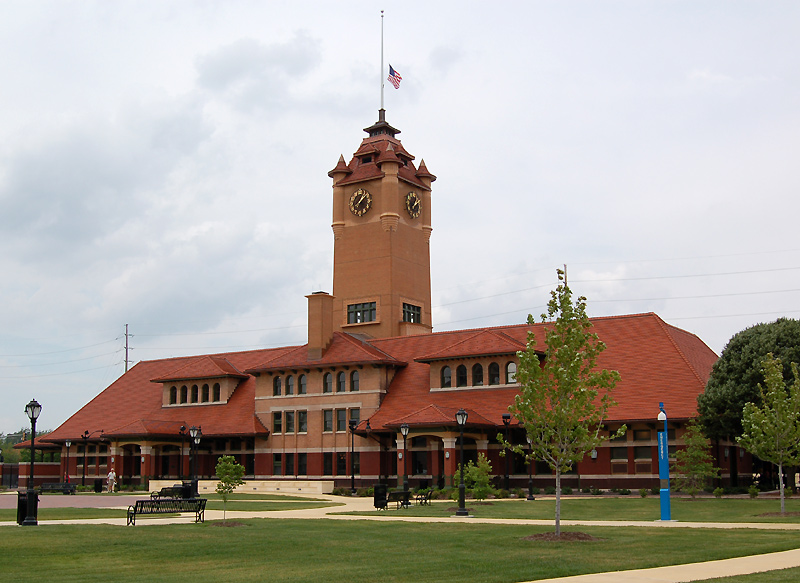
Старый железнодорожный вокзал

Город обслуживается аэропортом им. Авраама Линкольна (IATA: SPI, ICAO: KSPI), расположенным в 6 километрах к северо-западу от делового центра. Аэропорт совместного базирования (гражданского и военного), регулярные рейсы выполняются в Чикаго, Даллас и Сарасоту.
На железнодорожной станции Спрингфилда останавливаются два поезда: Lincoln Service (Чикаго — Сент-Луис) и Texas Eagle (Чикаго — Сан-Антонио — Лос-Анджелес).
Основные дороги, проходящие через город: межштатные шоссе I-55 и I-72, а также скоростные дороги US 36 и US 66.
Общественный транспорт города управляется организацией Sangamon Mass Transit District и представлен 12 автобусными маршрутами.

## Достопримечательности
- Театр оперы и балета

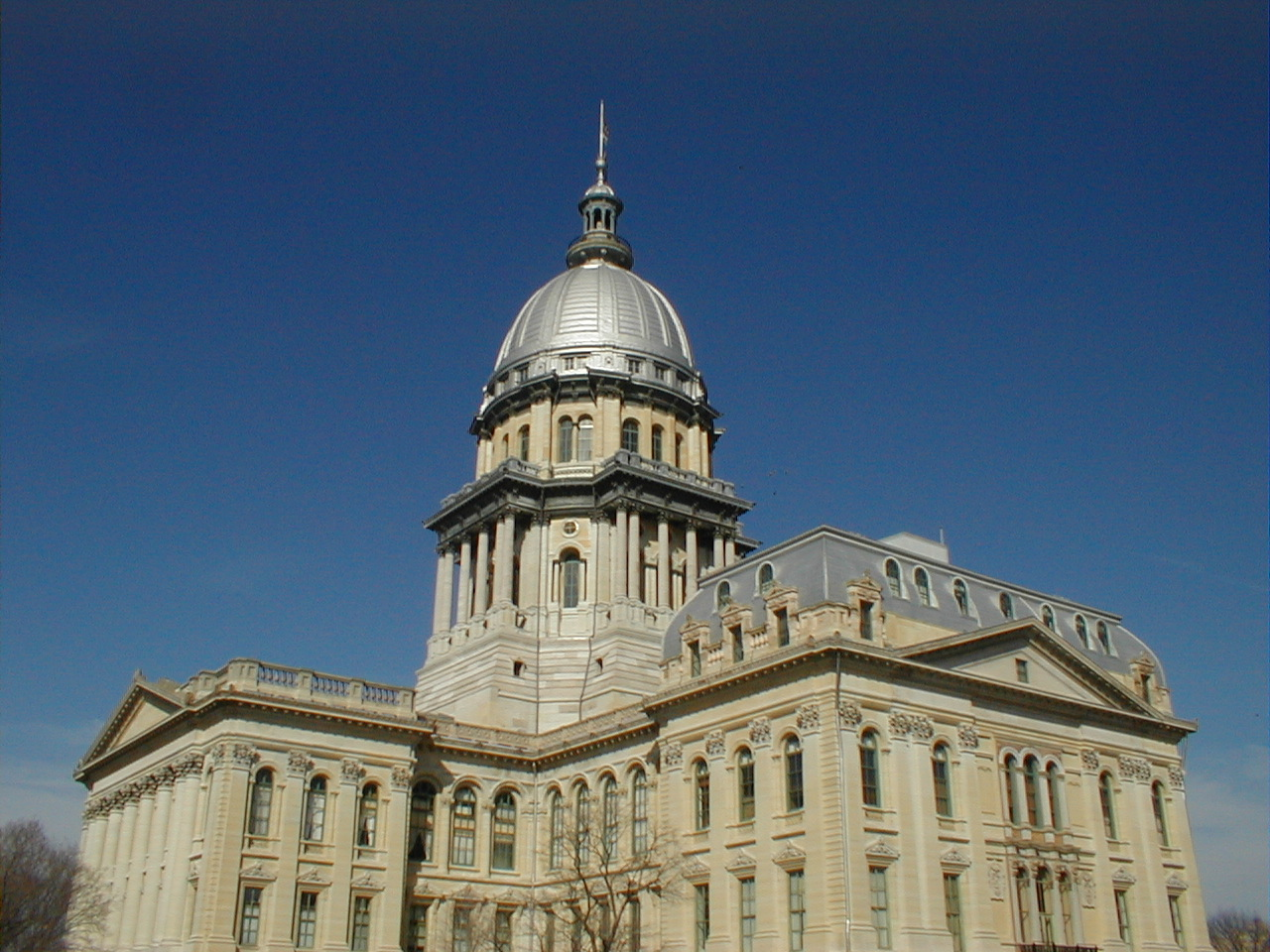
Здание парламента Иллинойса

- Дом-музей и могила Авраама Линкольна
- Мемориал ветеранам Вьетнамской войны, посвящённый погибшим во Вьетнамской войне.

## Города-побратимы
- Япония: Асикага
- Ирландия: Килларни
- Мексика: Сан-Педро
- Австрия: Филлах